# Peniagone ferruginea
Peniagone ferruginea is een zeekomkommer uit de familie Elpidiidae.
De wetenschappelijke naam van de soort werd in 1921 gepubliceerd door J.A. Grieg.